# Hàm lõm
Trong toán học, một hàm lõm (tiếng Anh: concave function) là nghịch đảo của một hàm lồi. Bất kỳ đoạn thẳng nào ở giữa, nối hai điểm của hàm lõm đều nằm ở phía dưới đồ thị hàm. Hàm lõm có hình dạng của một cái nón {\displaystyle \cap }.